# أبو نصر المنازي
أبو نصر أحمد بن يوسف السُليكي المَنازي (؟ - 437هـ/1046-1045م) هو كاتب وشاعر عاش في العصر العباسي.

## سيرته
ولِدَ أحمد بن يوسف السُليكي في مدينة منازجرد، وهي بلدة تقع في أرمينية عند خرت برت، وإليها يُنسَب، ولا يُعرَف تاريخ ميلاده. تقرَّب أبو نصر من أحمد بن مروان الكردي، الذي كان حاكماً على ديار بكر وميافارقين، فعيَّنه وزيراً في سلطته، وكان يرسله في مهام سياسيَّة إلى القسطنطينية بصورةٍ مستمرَّة، وفي إحدى أسفاره إلى بلاد الروم مرَّ بمعرَّة النعمان والتقى بأبي العلاء المعرِّي هناك، وأورد ابن خلكان محادثة مشهورة بينهما. تُوفِّي أبو نصر المنازي في سنة 437هـ.

## مؤلفاته
تُنسَب إليه المؤلفات التالية:
- «ديوان شعر».